# یوهان روپرت
یوهان روپرت (به انگلیسی: Johann Rupert) (زاده ۱ ژوئن ۱۹۵۰) کارآفرین، سرمایه‌دار و مدیر اجرایی اهل آفریقای جنوبی است، که در سال ۱۹۸۸ شرکت ریشمون را تأسیس کرد.
وی هم‌اکنون به عنوان مدیر عامل اجرایی و رییس هیئت مدیره شرکت ریشمون فعالیت می‌کند. روپرت در سال ۲۰۱۳ با دارایی خالص ۷٫۹ میلیارد دلار، از سوی مجله فوربز در رتبه دوم از فهرست ۴۰ فرد ثروتمند قاره آفریقا قرار گرفت. وی هم‌اکنون با دارایی ۷٫۸ میلیارد دلار، ثروتمندترین فرد آفریقای جنوبی محسوب می‌شود و در رتبه ۱۷۶ از فهرست ثروتمندترین افراد جهان قرار دارد. روپرت در سال ۱۹۶۸ نیز شرکت رمگرو را تأسیس کرد.